# Rosalia Chladek

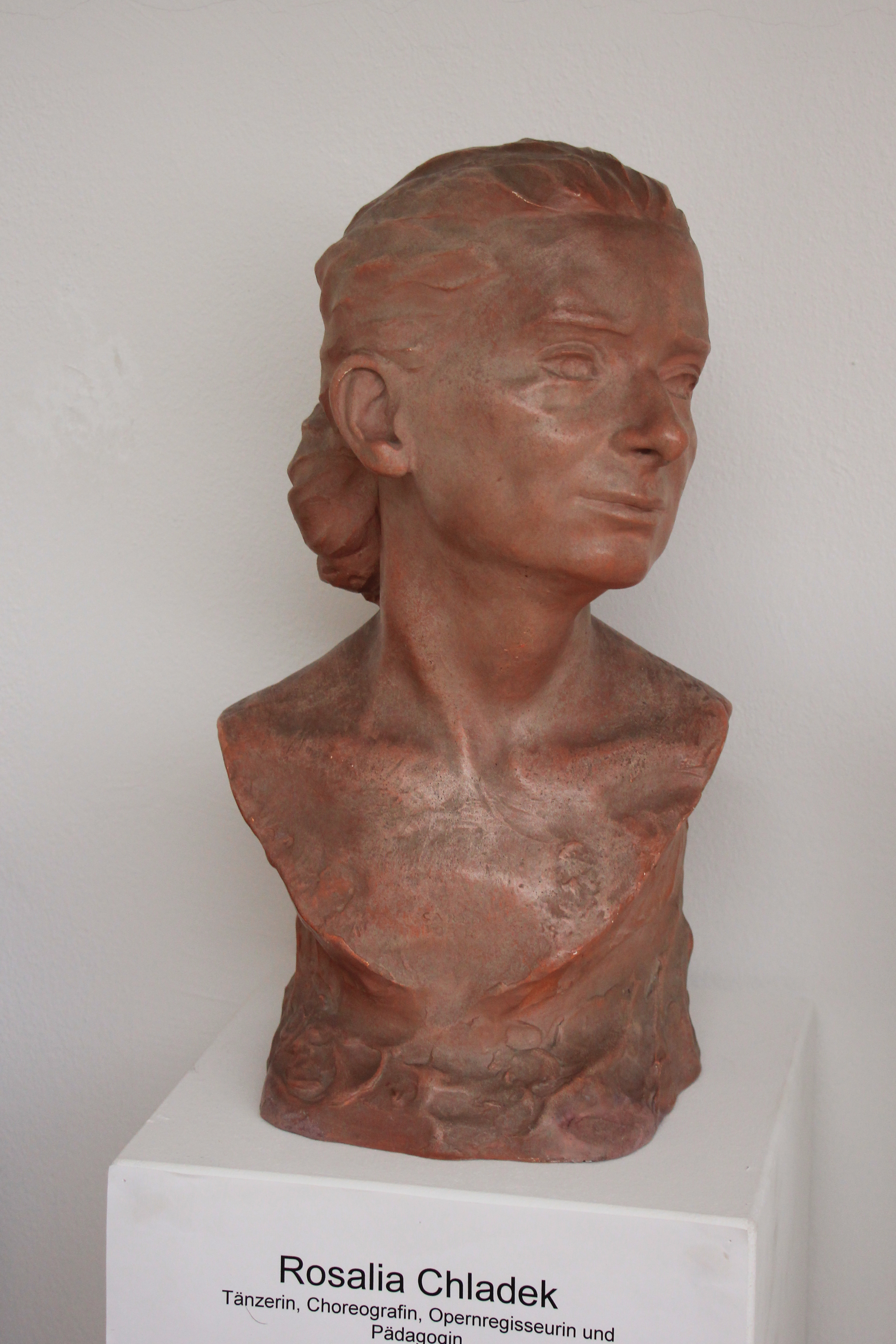
Büste von Chladek im Museum Laxenburg

Rosalia Chladek (* 21. Mai 1905 in Brünn; † 3. Juli 1995 in Wien) war eine Tänzerin, Choreografin und Tanzpädagogin.
Rosalia Chladek gilt als eine der bedeutendsten Wegbereiterinnen des Freien Tanzes im 20. Jahrhundert in Europa (Ausdruckstanz).
Bereits sehr früh erforschte sie Ursachen und Zusammenhänge von Bewegung. Daraus entwickelte sich ihre in Fachkreisen unter dem Begriff Chladek-System international anerkannte Tanztechnik.

## Leben und Werk

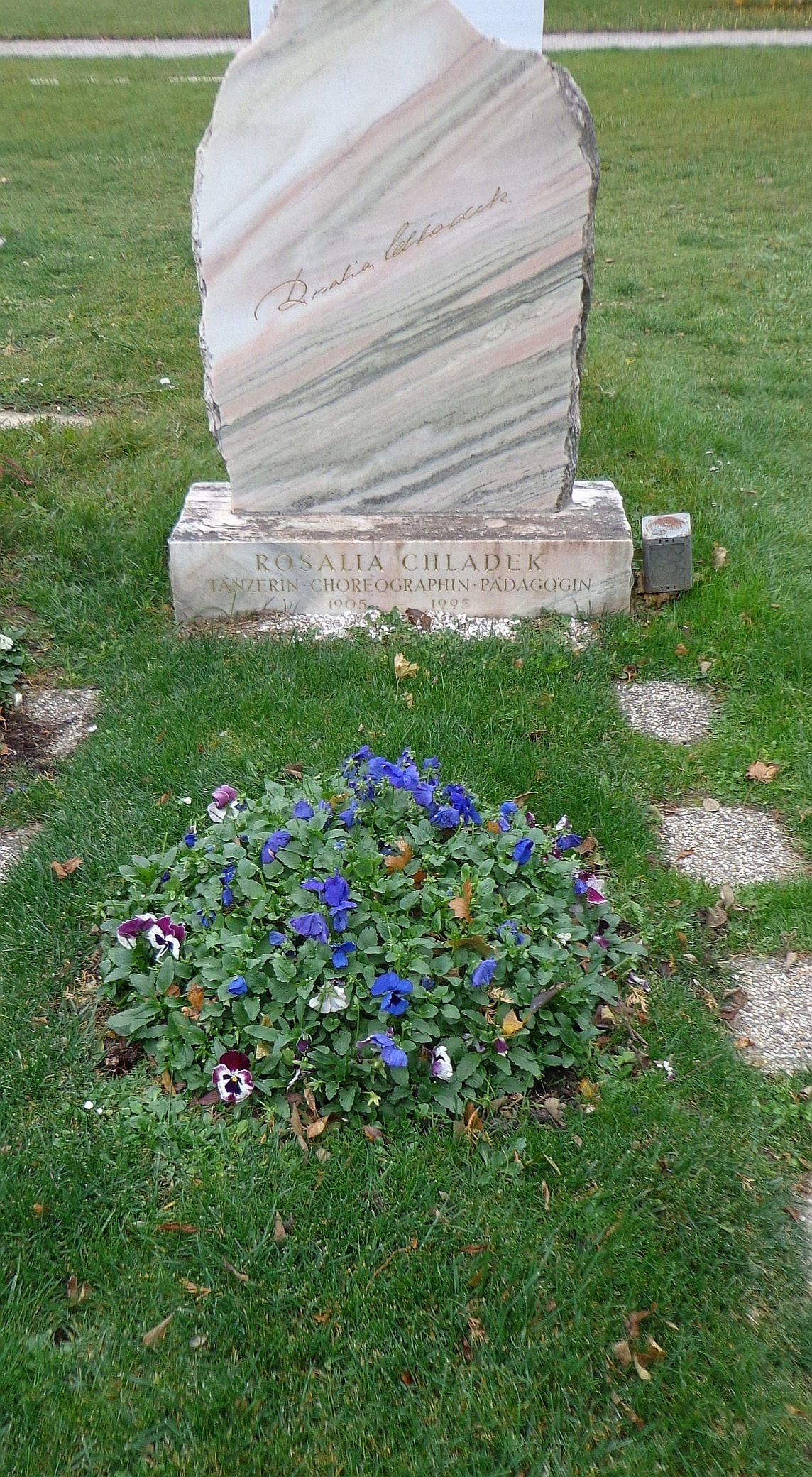
Wiener Zentralfriedhof – ehrenhalber gewidmetes Grab von Rosalia Chladek

In ihrer Jugend besuchte Rosalia Chladek von 1918 bis 21 die rhythmisch-musikalische Erziehung an der Schule von Margarete Kallab in Brünn. Daran anschließend studierte sie drei Jahre lang an der Schule für Rhythmus, Musik und Körperbildung Hellerau bei Dresden, der früheren Bildungsanstalt von Émile Jaques-Dalcroze. Diese Ausbildung schloss sie mit Lehrdiplom für Körperbildung ab. Im Jahr 1922 wurde sie Mitglied der Tanzgruppe Kratina der Schule Hellerau. Ein Jahr später kreierte Chladek einige Rollen bei den Hellerauer Festspielen in Valeria Kratinas „Der holzgeschnitzte Prinz“ und bei der Wiener Modernen Musikfestwoche in Kratinas „Der Mensch und seine Sehnsucht“. Im Jahr darauf hatte die Tänzerin ihr Solodebüt in Dresden. Von 1924 bis 1928 lehrte sie an der Schule Hellerau und nach der Übersiedlung der Schule 1925 nach Österreich, an der Schule Hellerau-Laxenburg bei Wien. 1927 trat sie zum ersten Mal als Solistin in Wien auf. Im Jahr 1928 erhielt sie eine Einladung zum 2. Deutschen Tänzerkongress in Essen und feierte ihr Debüt in Berlin. Anschließend war Chladek bis 1930 Leiterin der Ausbildungsstätte für Gymnastik und Tanz am Konservatorium Basel und begann ein eigenes System der modernen tänzerischen Erziehung zu entwickeln. Gleichzeitig leitete sie die Tanzgruppe des Basler Konservatoriums und war als Choreografin am Stadttheater Basel tätig. Sie inszenierte die Stücke  "Die Geschichte vom Soldaten, „Petruschka“, „Don Juan“ und „Pulcinella“. 1930 nahm die Tänzerin mit der Basler Tanzgruppe am 3. Deutschen Tänzerkongress in München teil.
In Wien kreierte sie neue Solotänze, darunter den „Elemente-Zyklus“, den „Rhythmen-Zyklus“ und  „Figuren aus Petruschka“. Bis 1938 hatte Rosalia Chladek die künstlerische Leitung der Tanzgruppe Hellerau-Laxenburg und die Leitung der gymnastischen und tänzerischen Ausbildung an der Schule Hellerau-Laxenburg inne. Im Jahr 1931 wirkte sie erstmals bei den Wiener Festwochen mit. In den Jahren darauf erhielt sie zwei internationale Preise. 1932 gewann sie für „Les Contrastes“ den 2. Preis beim Großen Internationalen Wettbewerb für Choreografie in Paris und 1933 ebenfalls den 2. Preis beim Ersten Internationalen Wettbewerb für Künstlerischen Tanz in Warschau. 1934 brachte sie die Tanzdramen  „Marienleben“ und „Jeanne d'Arc“ heraus. 1935 entwickelte die Tänzerin anlässlich des zehnjährigen Bestehens der Schule Hellerau-Laxenburg die Choreografie zu „La Danza“. Ein Jahr später schuf sie das Solo  „Totengeleite“ und begann die  „Mythologische Suite“ zu entwickeln, die im Laufe der Jahre immer wieder ergänzt wurde. Des Weiteren war sie bei den antiken Festspielen in Syrakus (Italien) bis 1952 als Bewegungsregisseurin und Choreografin gefragt. 1937 wurde ihr der Professorentitel verliehen.
1938 fand ihre Tournee durch Schweden, Estland, Lettland, Polen (unter anderem Lodz) und die Niederlande statt. Im Jahr darauf hatte sie ein Gastspiel in Rom sowie eine weitere Tournee durch Indonesien mit Alexander von Swaine. Im Jahre 1940 erlangte Chladek mit „Orpheus und Eurydike“ an der Wiener Staatsoper ihre erste Opernregie, sowie ihre Verpflichtung als Choreografin und Solotänzerin an die Deutsche Tanzbühne in Berlin. Danach leitete sie zwei Jahre lang die Moderne Tanzausbildung an den Deutschen Meisterstätten für Tanz in Berlin.
- 1942–1952: Gründerin und Leiterin der Ausbildungsstätte Tanz für Bühne und Lehrfach am Konservatorium der Stadt Wien. Zahlreiche Auftritte mit der von ihr gegründeten Tanzgruppe des Konservatoriums der Stadt Wien.
- 1943: „Ein romantisches Liebesschicksal – Die Kameliendame“
- 1944–1963: Choreografische Tätigkeit am Volkstheater, Arbeiten mit Gustav Manker (Der Bauer als Millionär, Der Verschwender, Die schöne Helena)
- 1946–1954: Choreografin am Burgtheater; Erstmals gesprochene und getanzte Lyrik: „Echo-Gesänge“
- 1947: Choreografische Gestaltung des „Jedermann“ bei den Salzburger Festspielen
- 1948: „Kleine Passion“ im Akademietheater. Erstmals Gastpädagogin beim Sommerkurs des Schweizerischen Berufsverbands für Tanz und Gymnastik (Gast- und Sommerkurse leitet Rosalia Chladek fortan in Belgien, Dänemark, Deutschland, England, Frankreich, Griechenland, Israel, Italien, in den Niederlanden, in Österreich, Schweden und in der Schweiz)
- 1949: Anlässlich des 3. Internationalen Musikfestes im Wiener Konzerthaus: „Die vier Temperamente“, „Pantea“ und „Peter und der Wolf“ (Regie: Gustav Manker)
- 1950: Gastspiel in New York anlässlich der Teilnahme am International Arts Program
- 1951–1953: Auftritte der Tanzgruppe Rosalia Chladek in Wien u. a. mit „From Morning to Midnight“; Tourneen durch Italien, Deutschland und die Schweiz
- 1952: Mitwirkung im Film „Symphonie Wien“ (Regie: Albert Quendler)
- 1952–1970: Vorstand der Abteilung für künstlerischen Tanz an der Akademie für Musik und darstellende Kunst in Wien
- 1954: „Selbstbildnis“; Choreografie zu „Orfeo“ beim 6. Wiener Internationalen Musikfest; „Sancta Trinitas“
- 1956: „Les Petits Riens“
- 1957: Regie und Choreografie für „Die Geschichte vom Soldaten“ im Akademietheater und Fernsehen
- 1959: „Der Dämon“ und „Le Renard“ im Akademietheater und Fernsehen; Regie und Choreografie für „Julius Cäsar“ am Salzburger Landestheater
- Letztes Auftreten als Solotänzerin in Wien (Akademietheater)
- 1962–1977: Leiterin des Hochschullehrgangs „Moderne tänzerische Erziehung und Tanzpädagogik – System Rosalia Chladek®“
- 1967: Ordentliche Hochschulprofessorin
- 1968: Letzte Choreografie: „Curriculum Aeternum“ im Akademietheater
- 1972: Gründung der „IGRC Internationale Gesellschaft Rosalia Chladek“ und der „ARC Arbeitsgemeinschaften Rosalia Chladek“, jetzt aktiv in Österreich, Deutschland, in der Schweiz, Italien und Frankreich; Einführung einer Berufsbegleitenden Ausbildung im Chladek®-System
- 1980–1982: Gastspiele der Tanzgruppe ARC in Frankreich und in der Schweiz
- 1985–1990: Rekonstruktion der Sologestaltungen „Luzifer“, „Jeanne d'Arc“, „Kameliendame“, „Michael“, „Intrade“, „Slawischer Tanz“, „Afro-amerikanischen Lyrik“ und „Narcissus“; Aufführungen u. a. bei den Wiener Internationalen Festivals „Tanz 88“ und „Tanz 90“ und an der Wiener Staatsoper
- 1987: Tanzt bei den Internationalen Tanzwochen Wien, zu deren Dozentinnen sie bis 1995 zählte, in memoriam des Kollegen Alvin McDuffie noch einmal die Baumwollpflückerin aus der 1951 entstandenen „Afro-amerikanischen Lyrik“
- 1989: Gemeinsam mit Kazuo Ohno Leitung eines Workshops in Amsterdam
- 1993: Aufführung von Rekonstruktionen durch die Staatsoper Dresden
- 1995: Am 3. Juli in Wien gestorben
- 2019: Im Rahmen der Ausstellung "Alles tanzt. Kosmos Wiener Tanzmoderne im Theatermuseum Wien" bringt die Kuratorin Andrea Amort das Programm „Rosalia Chladek Reenacted“ heraus, das auf originalen Solo-Gestaltungen von Chladek fusst und von zeitgenössischen Künstlerinnen weitergeführt wurde. In veränderter Form war das Programm 2021 unter dem Titel Kosmos Wiener Tanzmoderne beim Festival ImPulsTanz zu sehen.
- 2023 Der von Amort mit Team seit 2015/16 erschlossene Text-Nachlass von Rosalia Chladek an der MUK Wien wird an das Theatermuseum Wien überstellt und dort weiter beforscht.

## Das Chladek-Tanzsystem
Rosalia Chladek hat ihre Tanztechnik in den 1930er Jahren entwickelt, in einer Zeit, in der sich viele Tänzer vom klassischen Ballett lösten, um ihrem eigenen Ausdruckswillen zu folgen. Es fehlte ihnen jedoch dabei eine Tanztechnik jenseits des Balletts, die objektiv und unabhängig vom Lehrer war. Chladek suchte daher nach einer Technik, mit deren Hilfe der Körper der Tänzerin oder des Tänzers mit all seinen Möglichkeiten als Ausdrucksinstrument dienen kann. Dabei ging sie von den zwei grundlegenden Parametern aus, innerhalb derer wir uns bewegen: von den physikalischen Gesetzmäßigkeiten (Schwerkraft, Zentrifugal, Zentripetalkräfte) und den anatomischen Gegebenheiten des Körpers (Gelenke, Muskulatur). Rosalia Chladek ist es gelungen, ein logisches System mit einer klaren Terminologie zu entwickeln.
Ein wichtiges Thema der Chladek-Technik und in keiner modernen Tanztechnik sonst so bewusst und differenziert aufgenommen, ist die Spannungsveränderung im Körper. Sie ist ein Wechselspiel von Schwerkraft und Eigenenergie, einem Prinzip,  in dem sich der Mensch eigentlich permanent befindet.
Der bewusste Einsatz von unterschiedlicher Körperspannung dient der Tänzerin oder dem Tänzer als Ausdrucksmittel. Demnach ist diese Technik auch keine Technik, in der es um bestimmte Formen oder Positionen geht, oder gar spektakuläre Bewegungen, sondern vielmehr eine Technik, in dem der Bewegungsverlauf und die vielen Schattierungen darin die Qualität der Bewegung und des Ausdrucks bestimmen. Um diesen funktionellen und logischen Bewegungsverlauf im Körper zu erlangen, arbeitet man besonders intensiv an der „Durchlässigkeit“ des Körpers.

## Auszeichnungen und Würdigungen
- Österreichisches Ehrenkreuz für Wissenschaft und Kunst I. Klasse (1960)
- Goldene Ehrenmedaille der Stadt Wien (1971)
- Ehrenmitglied der Deutschen Akademie des Tanzes, Köln (1991)
- Membre d´Honneur der F.I.E.R. (Fédération Internationale des Enseignants de Rhythmique), Genf (1991)
- Verdienstmedaille in Gold der Hochschule für Musik und darstellende Kunst in Wien (1993)

## Belege
1. ↑  „Lodz w Ilustracji“, 27 III 1938, no 13, p. 3 (Photo in einer Tanzpose).

| Personendaten    | Personendaten                                         |
| ---------------- | ----------------------------------------------------- |
| NAME             | Chladek, Rosalia                                      |
| KURZBESCHREIBUNG | österreichisch-tschechische Tänzerin und Choreografin |
| GEBURTSDATUM     | 21. Mai 1905                                          |
| GEBURTSORT       | Brünn                                                 |
| STERBEDATUM      | 3. Juli 1995                                          |
| STERBEORT        | Wien                                                  |